# تيري ستانلي
تيري ستانلي (بالإنجليزية: Terry Stanley)‏ هو لاعب كرة قدم بريطاني في مركز الوسط، ولد في 2 يناير 1951 في برايتون في المملكة المتحدة. لعب مع برايتون أند هوف ألبيون.